# Цапок Георгій Антонович
Георгій Антонович Цапо́к (2 травня 1896, Харків — 21 червня 1971, Харків) — український радянський театральний декоратор і графік; ученик Ладіслава Тракала(1873-1951), член групи харківських кубофутуристів «Союз Семи» та Харківської організації Спілки художників України з 1938 року.

## Біографія
Народився 2 травня 1896 року в місті Харкові (тепер Україна). У 1914—1918 роках навчався у Харківському художньому училищі у Ладіслава Тракала, Гаврила Горєлова та Михайла Пестрикова. До 1916 року працював у театрах Харкова, Києва, Катеринослава та інших міст.
1916—1917 роках оформлював вистави в Харківській опереті, у 1920—1937 роках в Першому Державному українському театрі для дітей, у Театрі Революції й одночасно в Київському театрі імені Івана Франка. У 1939—1946 роках — головний декоратор Харківського російського театру.
Нагороджений медалями, Почесною грамотою Президії Верховної Ради Бурят-Монгольської АРСР.
Помер у Харкові 21 червня 1971 року.

## Творчість
В роки громадянської війни створював агітаційні плакати, розписував агітпоїзди. Оформив вистави:
Харківський театр оперети
- «Дама з камеліями» за Александра Дюма;
- «Перікола» Жака Оффенбаха (1917);

Перший український театр для дітей та юнацтва
- «Одруження» Миколи Гоголя (1927);

Харківський червонозаводський державний український драматичний театр
- «Хуртовина» Д. Щоголіва (1927);

Київський український драматичний театр імені Івана Франка
- «Заколот» за Дмитром Фурмановим (1928);
- «Останні» Максима Горького (1937);
- «Диктатура» Івана Микитенка (1937);
- «Весілля Фігаро» П'єра Бомарше;
- «Месія» Єжи Жулавського;
- «Мірандоліна» Карло Гольдоні;

Театр Революції у Харкові
- «Глитай, або ж Павук» Марка Кропивницького (1936);

Харківський російський драматичний театр
- «Фронт» Олександра Корнійчука (1943, Улан-Уде);
- «Кремлівські куранти» Миколи Погодіна (1947).

Поза театром брав участь у декоруванні фоє харківського цирку у 1919 році; у виконанні стінопису будинку актора. У 1926—1929 роках виконав серію пропагандистських і антирелігійних плакатів. Працював також у книжковій графіці («Неділі і понеділки» Юрія Смолича, 1929, та інші).
Брав участь у всеукраїнських виставках з 1927 року, зарубіжних з 1931 року. Персональна відбулася у Харкові у 1961 році.
Роботи зберігаються в приватних зібраннях та музейних колекціях України.